# Nocturnal (film)
Pour les articles homonymes, voir Nocturnal.
Pour plus de détails, voir Fiche technique et Distribution.
Nocturnal (hangeul : 브로큰 ; RR : beulokeun ; litt. « cassé ») est un film sud-coréen réalisé par Kim Jin-hwang et sorti en 2025.

## Synopsis
Un inspecteur enquête sur un meurtre, mais découvre que son affaire est similaire à un roman à succès,. Il faut comprendre qu'un jeune frère est retrouvé mort, que son épouse a disparu, qu'un romancier avec qui elle a parlé pour la dernière fois au téléphone et qu'un un homme en colère essayant de découvrir la vérité tout en laissant derrière lui une organisation qui semble cacher quelque chose.

## Fiche technique
Sauf indication contraire ou complémentaire, les informations mentionnées dans cette section peuvent être confirmées par la base de données KMDb
- Titre original : 브로큰
- Titre international : Nocturnal
- Titre de travail : Night Trip (야행)[4]
- Réalisation et scénario : Kim Jin-hwang
- Musique : Hwang Sang-jun et Noh Hyeong-woo[5]
- Photographie : Park Jeong-hoon[6]
- Montage : Kim Sang-bum[5]
- Production : Han Jae-dook[6]
- Sociétés de production : Sanai Pictures[1],[2], en co-production avec Eulgi Planning[7]
- Société de distribution : Barunson E&A[8]
- Pays de production :  Corée du Sud
- Langue originale : coréen
- Format : couleur
- Genre : drame, policier, thriller
- Durée : 99 minutes
- Dates de sortie :
  - Corée du Sud : 23 janvier 2025 (avant-première à Séoul)[9] ; 5 février 2025 (sortie nationale)[4],[8]
- Classification :
  - Corée du Sud : convient aux 15 ans et plus

## Distribution
- Ha Jeong-woo : Bae Min-tae[6], ancien gangster[4]
- Kim Nam-gil : Kang Ho-ryeong[6], écrivain[4]
- Yoo Da-in (en) : Moon-yeong, épouse de la victime[6]
- Jung Man-sik (en) : le chef des gangsters[6], frère de la victime[2]
- Jeong Jae-kwang (en)[10]

## Production

### Développement
Mi-novembre 2020, Night Trip, réalisé par Kim Jin-hwang et produit par la société Sanai Pictures, fait partie du premier projet de Kakao M, visant la diffusion sur la plateforme et envisageant également la projection dans les salles,. Il co-produit avec Eulgi Planning. Park Jeong-hoon en est le directeur de photographie.
La société Megabox, à l'origine, était assurée à la distribution : c'est désormais Barunson E&A qui prend la relève.
Mi-décembre 2024, le titre Night Trip devient officiellement Nocturnal qui, selon Kim Jin-hwang, le rend plus « intuitif » concernant les émotions de Min-tae (interprété par Ha Jung-woo).

### Attribution des rôles
|  |

Mi-novembre 2020, un responsable de Kakao M révèle que Ha Jeong-woo est prêt à participer à ce projet. Kim Jin-hwang avouera, plus tard, dans une conférence de presse, début janvier 2025, vouloir travailler avec lui depuis qu'il était étudiant en cinéma.
Début janvier 2021, Yoo Da-in et Jung Man-sik sont mentionnés dans les rôles de l'épouse de la victime et le chef des gangsters, ainsi que Kim Nam-gil qui, ayant récemment reçu le scénario, se prépare à retrouver Ha Jeong-woo avec qui il a déjà collaboré pour le thriller The Closet (2020). Jeong Jae-kwang y est engagé.

### Tournage
Le tournage débute le 21 janvier 2021 à Chuncheon — dont les quartiers de Hyoja, de Geunhwa et de Hupyeong, — et à Hongcheon (Gangwon). Il a également lieu à Gangneung (Gangwon). Les prises de vues prennent fin trois mois après, en avril.

## Accueil

### Avant-première et sortie
Nocturnal est très attendu au grand écran. Mi-décembre 2024, Barunson E&A confirme la sortie, le 5 février 2025, en Corée du Sud,.
Le 23 janvier 2025, une projection en avant-première et une conférence de presse ont lieu au centre commercial CGV, à Séoul,.